# Ministère de l'Économie de la connaissance, des starts-up et des micro-entreprises
Le ministère de l'Économie de la connaissance, des starts-up et des micro-entreprises est un ministère du gouvernement algérien qui est chargé d'accompagner les start-up. Ses attributions précises sont fixées par un décret exécutif du 7 mars 2023.

## Historique

### Ministère de l'Économie de la connaissance, des starts-up et des micro-entreprises
Le 15 juillet 2023, le ministère lance la plateforme «Moukawil.dz»  dédiée aux entrepreneurs proposant des guides détaillés sur toutes les procédures administratives liées à l'entrepreneuriat, ainsi qu'une base de données de ressources documentaires nécessaires pour la réalisation des projets.

## Liste des ministres
| Identité                   | Période          | Période  | Durée                    |
| Identité                   | Début            | Fin      | Durée                    |
| -------------------------- | ---------------- | -------- | ------------------------ |
| Yacine Oualid (né en 1993) | 8 septembre 2022 | En cours | 2 ans, 6 mois et 6 jours |